# Jyske mesterskab 1903 efterår (fodbold)
Det jyske mesterskab i fodbold 1903 efterår var den 3. udgave af turneringen om det jyske mesterskab i fodbold for herrer organiseret af Jysk Boldspil-Union. Turneringen blev vundet af Aalborg FBK for første gang. Turneringen var udvidet til ni deltagende hold fordelt på tre kredse.
Samvirkende Idrætsklubber i Jylland gennemførte fra november 1902 til september 1903 en tilsvarende turnering om det jyske mesterskab med deltagelse af 36 hold, som ikke var medlem af JBU. Denne turnering blev vundet af Vejen SF, der slog Odder IGF i finalen i Vejen med 8-0.

## JBUs A-række - Nordkredsen

### Kreds 1
Aalborg FBK - Aalborg BK II 12-0
Frederikshavn IK - Aalborg FBK 0-7
Aalborg BK II - Frederikshavn IK 2-3 e.f.s.
| Nr | Hold             | K | V | U | T | Mf |   | Mi | +/- | P                             |
| -- | ---------------- | - | - | - | - | -- | - | -- | --- | ----------------------------- |
| 1  | Aalborg FBK      | 2 | 2 | 0 | 0 | 19 | – | 0  | +19 | 4Kvalificeret til kredsfinale |
| 2  | Frederikshavn IK | 2 | 1 | 0 | 1 | 3  | – | 9  | −6  | 2                             |
| 3  | Aalborg BK II    | 2 | 0 | 0 | 2 | 2  | – | 15 | −13 | 0                             |

 K: Kampe spillet, V: Vundne kampe, U: Uafgjorte kampe, T: Tabte kampe, Mf: Mål for, Mi: Mål imod, +/-: Måldifference, P: Point

 

### Kreds 2
Hjørring - Aalborg BK 2-3
Hjørring IF - Randers BK 1-4 (spillet i Aalborg)
Randers BK - Aalborg BK 2-0
| Nr | Hold           | K | V | U | T | Mf |   | Mi | +/- | P                             |
| -- | -------------- | - | - | - | - | -- | - | -- | --- | ----------------------------- |
| 1  | Randers BK     | 2 | 2 | 0 | 0 | 6  | – | 1  | +5  | 4Kvalificeret til kredsfinale |
| 2  | Aalborg BK (M) | 2 | 1 | 0 | 1 | 3  | – | 4  | −1  | 2                             |
| 3  | Hjørring IF    | 2 | 0 | 0 | 2 | 3  | – | 7  | −4  | 0                             |

 K: Kampe spillet, V: Vundne kampe, U: Uafgjorte kampe, T: Tabte kampe, Mf: Mål for, Mi: Mål imod, +/-: Måldifference, P: Point

 

## JBUs A-række - Sydkredsen

### Kreds 3
Resultater ukendte.
| Nr | Hold           | K | V | U | T | Mf |   | Mi | +/- | P                        |
| -- | -------------- | - | - | - | - | -- | - | -- | --- | ------------------------ |
| 1  | Horsens BK     | 0 | 0 | 0 | 0 | 0  | – | 0  | 0   | 0Kvalificeret til finale |
| 2  | Skanderborg BK | 0 | 0 | 0 | 0 | 0  | – | 0  | 0   | 0                        |
| 2  | Fredericia BK  | 0 | 0 | 0 | 0 | 0  | – | 0  | 0   | 0                        |

 K: Kampe spillet, V: Vundne kampe, U: Uafgjorte kampe, T: Tabte kampe, Mf: Mål for, Mi: Mål imod, +/-: Måldifference, P: Point

 

## Kredsfinale
Aalborg FBK slog Randers BK og kvalificerede sig til finalen.

## Finale
29/11 1903: Aalborg FBK - Horsens BK 11-1. Spillet i Aalborg.